# Шведова, Надежда Яковлевна
Надежда Яковлевна Шведова (урождённая Вейнберг; 1852—1892) — русская благотворительница и писательница.

## Биография

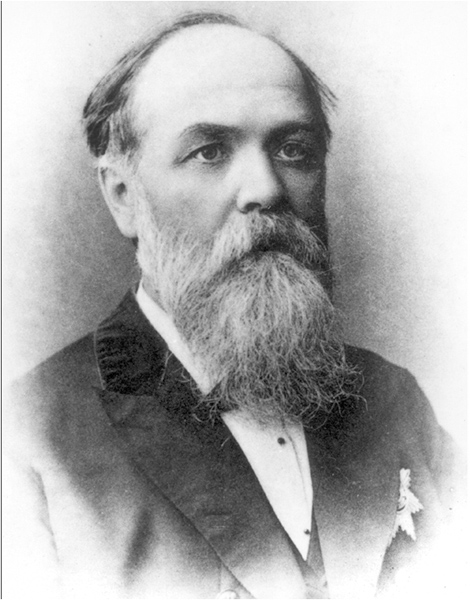
Муж Ф. Н. Шведов

Надежда Вейнберг родилась 4 (16) марта 1852 года в Одессе, в семье адвоката, коллежского секретаря Якова Исаевича Вейнберга и его жены, Любови Григорьевны (в девичестве Рубинштейн). Племянница литераторов Павла Исаевича Вейнберга и Петра Исаевича Вейнберга, композитора Антона Григорьевича Рубинштейна и пианиста-виртуоза, дирижёра, основателя Московской консерватории Николая Григорьевича Рубинштейна. Двоюродные братья — актёр и беллетрист Павел Павлович Вейнберг, композитор Яков Владимирович Вейнберг и физик Борис Петрович Вейнберг.
В течение многих лет принимала активное участие в деятельности общества Красного Креста, много трудясь над разработкой вопроса о рациональной подготовке женского санитарного персонала. Помимо этого Надежда Яковлевна стала одной из главных учредительниц основанного по её почину общества попечения о больных детях в Одессе, в котором состояла всё время товарищем председателя.
Была замужем за профессором Новороссийского университета Ф. Н. Шведовым.
Ею были написаны и изданы несколько книг для детского чтения, которые служили очень хорошим первоначальным пособием при изучении детьми географии. Из них наибольшую известность получили «Природа — мать народа» (Одесса, 1879) и «Из физической географии. Рассказы для детей» (Одесса, 1873).
Умерла в Одессе 2 (14) июня 1892 года от воспаления брюшины. Похоронена на 2-м Христианском кладбище.